# El Cuartelejo (Scott County Pueblo)
El Cuartelejo (også stavet El Quartelejo:305  og i nyere tid omtalt som Scott County Pueblo) var det spanske navn for et lille pueblo samfund med en syv rums husblok på prærien i Scott amt, Kansas, der bestod fra ca. 1630 til senest 1690.:54 
Fra omkring år 1490 havde cuartelejo apacher brugt lokaliteten periode- eller sæson-vist, og de fortsatte med det til nogle årtier ind i 1700-tallet, også mens puebloernes lille husblok var beboet.:357 
”El Cuartelejo” var endvidere spaniernes betegnelse for et stort landområde brugt af cuartelejo apacherne, der strakte sig over dele af både Colorado og Kansas. Der er en vis usikkerhed og uenighed om, hvornår samtidens spanske rapporter og ekspeditions-journaler snævert omhandler pladsen El Cuartelejo, og hvornår teksterne bredt hentyder til apache territoriet.:438 
Puebloen i Scott amt er unik ved både at være den eneste i Kansas og tillige den nordligst - og østligst beliggende af alle kendte pueblo bygninger.:433 
El Cuartelejo ruinen, nu et National Historic Landmark,:6  anses af visse for at være resterne af netop bebyggelsen El Cuartelejo.:356  Andre vurderer pladsen til at være en af to andre omtalte småbyer i apachernes territorium: Enten Santo Domingo eller Sanaseslí.
Fundstedet er registreret som 14SC1 af arkæologer.:308 

## Apacher ved El Cuartelejo
Apacher benyttede lokaliteten før puebloerne, nok fra omkring år 1490. Arkæologer har f.eks. fundet en 24 cm dyb og typisk apache stegefordybning i jorden direkte under en indvendig skillevæg i puebloernes husblok. Stumper af tidlige og karakteristiske apache lerarbejder vidner også om apacherne som de første af de to folkeslag på stedet.:60 

## Pueblo nybyggerne
Omkring 1630 ankom nogle pueblo famlier fra nok den nordlige Rio Grande region til lokaliteten og byggede en lille husblok.:56  Indbyggerne i Picuris Pueblo, New Mexico, hævder, at det var folk fra deres by, der opførte bygningen i Scott amt.:70  Om puebloerne flygtede for spansk undertrykkelse,:356  blot emigrerede af ukendte grunde og indgik i relationer med apacherne, eller om de var apachernes fanger er omdiskuteret.:56 
Med sten:60  samt adobe og fugematerialer hentet fra tre ca. en halv meter dybe udgravninger næsten klos op ad byggegrunden opførte de en rektangulær husblok på omtrent 16 x 10 meter med syv adskilte rum i stueetagen.:57  Man kom ind i rummene via åbninger i taget.:356  Med tanke på andre puebloer kan bygningen have haft en over-etage;:295  der findes ingen samtidige beskrivelser af flerfamilie-huset ud over, at man var bedre indkvarteret i El Cuartelejo end visse andre steder.:396 
Husets beboere smed kasserede pibehoveder og redskaber samt bunker af andet affald som rester af ristede majskolber, splintrede dyreknogler, stumper af adobe, obsidian-flækker og muslingeskaller ned i de tre materiale-huller omkring huset.:63  De anlagde to overrislings-anlæg fra små kildevæld i nærheden og hen til deres haver,:438  hvor de lader til at have dyrket både majs og vandmeloner.:356  Dele af vandingskanalerne (over en meter brede og 20-60 cm dybe) blev opdaget og genbrugt af hvide farmere i starten af 1900-tallet.:438 

## El Cuartelejo navngives
Flere af El Cuartelejos beboere blev fanget og ført tilbage til deres puebloer i New Mexico af spanske ekspeditioner engang i 1640erne og igen i 1660erne.:56  Det var hærføreren Juan de Archuleta, der som den første fortalte om et befæstet sted på prærien (altså en husblok med mure uden døråbninger) og navngav stedet El Cuartelejo. Det spanske navn er oversat til både ”Fjerntliggende rum” og ”Stinkende lille fort”.:305 

## El Cuartelejo brændt og siden forladt af puebloer
I forbindelse med spaniernes nedkæmpning af puebloerne efter disses oprør i 1680 flygtede nogle måske til El Cuartelejo. Under et mindre oprør i 1696 søgte folk fra i hvert fald Picuris Pueblo tilflugt på stedet,:Section 8  hvor de muligvis ikke fik den modtagelse af apacherne, de havde håbet på.:303  På det tidspunkt var husblokken en ruin, hærget af en uforklaret brand engang før 1690.:54 
Nogle af husblokkens beboere fortsatte deres liv på prærien sammen med flygtningene fra Picuris Pueblo til ind i 1700-tallet, mens de måske og måske ikke indgik i et jævnbyrdigt, tve-kulturelt samfund med apacherne.:70  I 1706 gennemførte Juan de Uribarri en ekspedition med 28 soldater og en indiansk hjælpestyrke på 100 krigere til El Cuartelejo,:302  angiveligt som respons på et nødråb fra en pueblo holdt fanget af apacherne. Efter at have truet apacherne med våbenbrug lod de ham løskøbe 62 puebloer, både børn, kvinder og mænd, som han bragte tilbage til Picuris Pueblo.:429  Segesser I skindmaleriet forestiller muligvis den spændte situation, før parterne kom overens uden brug af våbenmagt og uden tab af menneskeliv.:303 
I 1719 diskuterede spanierne muligheden af at opføre et fort ved El Cuartelejo for at forstærke deres nordøstlige position på prærien. De så i stigende grad denne del af Nyspanien truet af franskmænd fra Illinois og fjendtlige indfødte som pawnees.:438 
Villasur-ekspeditionen passerede El Cuartelejo ruinen i 1720, hvor han knyttede apache spejdere til sin enhed.:408 
Senest i 1750 var El Cuartelejo og andre traditionelle prærie apache territorier overtaget af comancher fra nordvest,:65  pawnees fra nord og wichitaer fra øst.:436 

## Den arkæologiske plads
El Cuartelejo var genstand for undersøgelser allersidst i 1800-tallet, hvor man hæftede sig ved den slemt medtagne ruins ligheder med puebloernes huse i New Mexico. Senere udgravninger dokumenterede især prærie apachernes tilknytning til området.:56  Pladsen er nu et National Historic Landmark, hvor man har rekonstrueret det allernederste af bygningens yder- og skillevæggene.:399 